# Omphalophana serratula
Omphalophana serratula är en fjärilsart som beskrevs av Otto Staudinger 1888. Omphalophana serratula ingår i släktet Omphalophana och familjen nattflyn. Inga underarter finns listade i Catalogue of Life.